# Coupe du Japon masculine de volley-ball
La Coupe du Japon masculine de volley-ball a été créée en 2007. Elle porte le nom de Coupe de l'Empereur.

## Palmarès
| Année | Lieu     | Vainqueur                                                | Score                                                    | Finaliste                                                |
| ----- | -------- | -------------------------------------------------------- | -------------------------------------------------------- | -------------------------------------------------------- |
| 2007  | Kawasaki | JT Thunders Hiroshima                                    | 3 - 2 (25-19, 25-20, 20-25, 20-25, 15-12)                | Sakai Blazers Osaka                                      |
| 2008  | Kawasaki | Toray Arrows Mishima                                     | 3 - 0 (28-66, 27-25, 25-23)                              | Panasonic Panthers Hirakata                              |
| 2009  | Tokyo    | Panasonic Panthers Hirakata                              | 3 - 2 (19-25, 25-23, 25-23, 29-31, 15-13)                | JT Thunders Hiroshima                                    |
| 2010  | Tokyo    | Suntory Sunbirds Osaka                                   | 3 - 0 (25-17, 25-23, 25-23)                              | JT Thunders Hiroshima                                    |
| 2011  | Tokyo    | Panasonic Panthers Hirakata                              | 3 - 1 (25-18, 25-16, 23-25, 25-19)                       | FC Tokyo                                                 |
| 2012  | Tokyo    | Panasonic Panthers Hirakata                              | 3 - 2 (25-21, 25-20, 19-25, 23-25, 15-8)                 | Toray Arrows Mishima                                     |
| 2013  | Tokyo    | Toray Arrows                                             | 3 - 2 (26-28, 25-23, 25-20, 28-30, 15-10)                | JTEKT Stings                                             |
| 2014  | Tokyo    | JT Thunders                                              | 3 - 0 (25-22, 25-16, 25-18)                              | Panasonic Panthers                                       |
| 2015  | Tokyo    | Toyoda Trefuerza                                         | 3 - 1 (25-20, 25-22, 21-25, 25-21)                       | JT Thunders                                              |
| 2016  | Tokyo    | Toray Arrows                                             | 3 - 2 (25-22, 25-20, 21-25, 24-26, 22-20)                | Toyoda Trefuerza                                         |
| 2017  | Tokyo    | Panasonic Panthers                                       | 3 - 1 (22-25, 25-15, 25-20, 25-23)                       | Toyoda Trefuerza                                         |
| 2018  | Tokyo    | JT Thunders                                              | 3 - 0 (26-24, 25-22, 25-23)                              | Toray Arrows                                             |
| 2019  | Kawasaki | Compétition annulée en raison de la pandémie de Covid-19 | Compétition annulée en raison de la pandémie de Covid-19 | Compétition annulée en raison de la pandémie de Covid-19 |
| 2020  | Tokyo    | JTEKT Stings                                             | 3 - 1 (25-20, 23-25, 25-13, 25-22)                       | Panasonic Panthers                                       |
| 2021  | Takasaki | WolfDogs Nagoya                                          | 3 - 2 (25-22, 27-29, 25-18, 21-25, 19-17)                | Sakai Blazers                                            |
| 2022  | Tokyo    | JTEKT Stings                                             | 3 - 0 ()                                                 | Toray Arrows                                             |
| 2023  | Tokyo    | Panasonic Panthers                                       | 3 - 1 ()                                                 | WolfDogs Nagoya                                          |
| 2024  |          | '                                                        | ' ()                                                     |                                                          |

## Palmarès par club
| Rang | Clubs                            | Titres (éditions)                | Finales perdues (éditions) |
| ---- | -------------------------------- | -------------------------------- | -------------------------- |
| 1    | Panasonic Panthers               | 5 (2009, 2011, 2012, 2017, 2023) | 3 (2008, 2014, 2020)       |
| 2    | JT Thunders                      | 3 (2007, 2014, 2018)             | 3 (2009, 2010, 2015)       |
| -    | Toray Arrows                     | 3 (2008, 2013, 2016)             | 3 (2012, 2018, 2022)       |
| 4    | Toyoda Trefuerza/WolfDogs Nagoya | 2 (2015, 2021)                   | 3 (2016, 2017, 2023)       |
| 5    | JTEKT Stings                     | 2 (2020, 2022)                   | 1 (2013)                   |
| 6    | Suntory Sunbirds                 | 1 (2010)                         | -                          |
| 7    | Osaka Blazers Sakai              | -                                | 2 (2007, 2021)             |
| 8    | FC Tokyo                         | -                                | 1 (2011)                   |